# Bend of the River
Bend of the River (br: E o sangue semeou a terra / pt: Jornada de heróis) é um filme estadunidense de 1952 do gênero western, dirigido por Anthony Mann. Foi o segundo de um total de cinco faroestes clássicos resultantes de colaborações entre o diretor e o astro James Stewart.

## Sinopse
Em 1866, o pistoleiro Glyn McLyntock guia uma caravana do Missouri até o Oregon. Cavalgando sozinho para verificar o caminho, ele resgata o também pistoleiro Emerson Cole que estava para ser enforcado. Tanto McLyntock como Cole conhecem a reputação um do outro e se respeitam. Os dois vão com a caravana até a cidade de Portland, onde negociam mantimentos para o inverno com o comerciante Tom Hendricks. McLyntock e os pioneiros seguem de navio até as terras onde irão se estabelecer. Ficam na cidade Cole e Laurie Baile, a filha do líder da caravana.
Depois de algum tempo sem receber os mantimentos e nem saber de notícias de Laurie, McLyntock e o pai dela retornam a Portland. Descobrem que a cidade foi invadida por mineradores de ouro e que Hendricks não lhes quer mais enviar os mantimentos, pois prefere vender aos mineradores por um preço muito mais alto. McLyntock, Cole, Laurie e Trey Wilson, um jovem jogador que ficou amigo deles, embarcam os mantimentos no navio e fogem da cidade, com Hendricks e um grupo de homens armados que não desistiram da preciosa carga em seu encalço. Durante a perseguição, Cole e Trey ficam tentados com as ofertas milionárias dos mineradores pelos mantimentos e planejam trair McLyntock e os pioneiros, roubando-lhes os mantimentos.

## Elenco principal
- James Stewart .... Glyn McLyntock
- Arthur Kennedy .... Emerson Cole
- Julie Adams.... Laura Baile
- Rock Hudson .... Trey Wilson
- Lori Nelson .... Marjie Baile
- Jay C. Flippen .... Jeremy Baile
- Howard Petrie .... Tom Hendricks
- Chubby Johnson .... Capitão Mello
- Stepin Fetchit .... Adam, o ajudante de Mello
- Harry Morgan .... Shorty
- Jack Lambert .... Red
- Royal Dano .... Long Tom
- Frances Bavier .... Senhora Prentiss

## Curiosidades
- Além deste western, James Stewart estrelou mais quatro faroestes do diretor Anthony Mann:
- Winchester '73 (1950);
- Esporas de Aço (1953);
- O Homem que Veio de Longe (1955);
- Terra Distante (1955)
- Este filme foi exibido pela primeira vez na televisão portuguesa, no 1º Programa da RTP, às 22 horas, na rubrica "Noite de Cinema", na terça-feira, dia 16 de Outubro de 1973, encerrando um ciclo de cinema dedicado aos filmes mais desconhecidos de Anthony Mann, entre eles o filme noir "O Crime Não Compensa".